# Лусаил (трасса)
Международный автодром Лусаил — гоночная трасса, находящаяся рядом с городом Лусаил, Катар, неподалёку от города Доха. Построенная за год тысячей строителей, стоимостью 58 миллионов долларов, трасса была открыта в 2004 году Мото Гран-при Катара, выигранным Сете Жибернау. Также в 2006 году автодром в Лусаиле принял Grand Prix Masters, выигранный Найджелом Мэнселлом.
Длина трека составляет 5,4 км, а стартовая прямая превышает длиной 1 километр и составляет 1068 метра. Саму трассу окружает искусственная трава для предотвращения попадания песка на трек.
В 2007 году в Лусаиле добавили внешнее освещение для ночных гонок. Освещение трека в Лусаиле — самый большой проект по организации долговременного освещения спортивного объекта[уточнить]. Первая ночная гонка в классе MotoGP прошла на Мото Гран-при Катара в марте 2008 года.
В 2021 году Лусаил принял у себя первый Гран-при Катара Формулы-1.

## История гонок

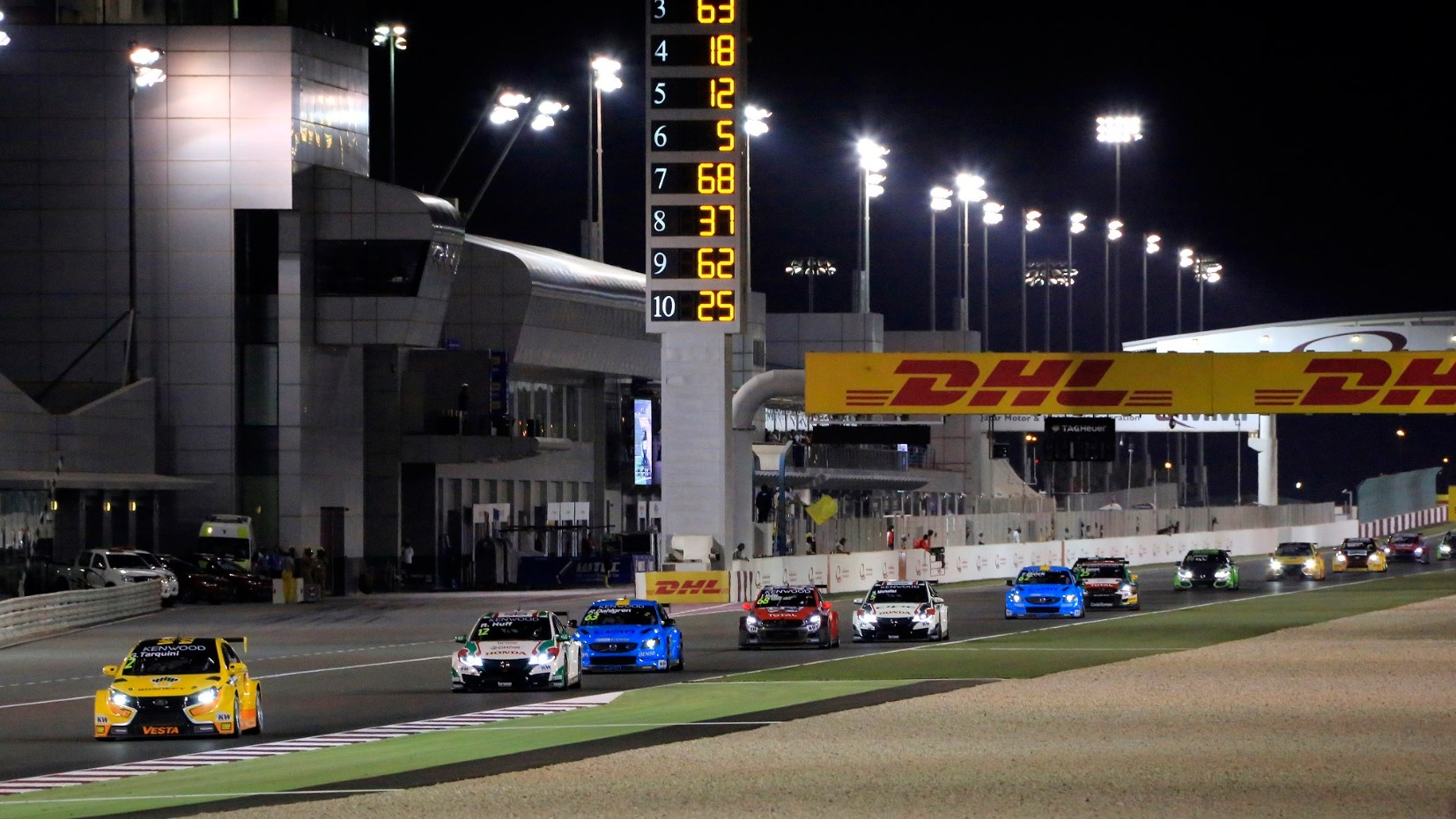
Во время этапа WTCC 2016 года

### MotoGP в Катаре в 2004 году
- Победитель — Сете Жибернау, Honda, средняя скорость = 161,293 км/ч
- Быстрый круг — Карлос Чека, Yamaha, время = 1:58,988

### MotoGP в Катаре в 2005 году
- Победитель — Валентино Росси, Yamaha, средняя скорость = 163,020 км/ч
- Поул — Лорис Капиросси, Ducati, время = 1:56,917
- Быстрый круг — Ники Хэйден, Honda, время = 1:57,903, средняя скорость = 164,270 км/ч

### MotoGP в Катаре в 2006 году
- Победитель — Валентино Росси, Yamaha, средняя скорость = 163,742 км/ч
- Поул — Кейси Стоунер, Honda, время = 1:55,683
- Быстрый круг — Валентино Росси, Yamaha, время = 1:57,305, средняя скорость = 165,108 км/ч

### MotoGP в Катаре в 2007 году
- Победитель — Кейси Стоунер, Ducati, средняя скорость = 164,975 км/ч
- Поул — Валентино Росси — Yamaha, время = 1:55,002, средняя скорость = 168,414 км/ч
- Быстрый круг — Кейси Стоунер, Ducati, время = 1:56,528, средняя скорость = 166,208 км/ч

### World Touring Car Championship
| Год  | Гонка   | Пилот-победитель  | Команда-победитель    |
| ---- | ------- | ----------------- | --------------------- |
| 2015 | Гонка 1 | Хосе Мария Лопес  | Citroën Total WTCC    |
| 2015 | Гонка 2 | Иван Мюллер       | Citroën Total WTCC    |
| 2016 | Гонка 1 | Габриеле Тарквини | Lada Sport Rosneft    |
| 2016 | Гонка 2 | Мехди Беннани     | Sébastien Loeb Racing |
| 2017 | Гонка 1 | Том Чилтон        | Sébastien Loeb Racing |
| 2017 | Гонка 2 | Эстебан Герьери   | Honda Racing Team JAS |